# Dvinia prima
Dvinia prima és una espècie extinta de cinodont basal que visqué durant el Permià. Es tracta de l'única espècie del gènere Dvinia i de la família dels dvínids (Dviniidae). Se n'han trobat restes fòssils a Rússia. Es tractava d'un petit omnívor dotat de la gran finestra temporal típica dels teràpsids avançats, amb un os prim entre l'ull i l'ancoratge dels músculs. Tenia dents incisives petites, 2 canines i 10-14 molars.